# Kasztelania kruszwicka
Kasztelania kruszwicka – kasztelania mieszcząca się niegdyś w województwie brzeskokujawskim, z siedzibą (kasztelem) w Kruszwicy .

## Kasztelanowie kruszwiccy
| Imię i nazwisko       | Okres urzędowania                       | p.    |
| --------------------- | --------------------------------------- | ----- |
| Mikołaj Oporowski     | (już 1464?) 1465 – 1475                 | [ 2 ] |
| Maciej Służewski      | 1475 – 1480                             | [ 2 ] |
| Jan Kościelecki       | 1480 – 1483                             | [ 2 ] |
| Jan Kościelecki       | (już 1483?) 1484 – 1484 (jeszcze 1485?) | [ 2 ] |
| Andrzej Lubieński     | (już 1484?) 1485 – 1491                 | [ 2 ] |
| Mikołaj Kościelecki   | (już 1491?) 1492 – 1505                 | [ 2 ] |
| Stanisław Kościelecki | 1505 – 1518                             | [ 2 ] |
| Andrzej Oporowski     | 1505 – 1507                             | [ 3 ] |
| Jan Oporowski         | 1507 – 1514                             | [ 2 ] |
| Wojciech Kaczkowski   | 1514 – 1531 (jeszcze 1532?)             | [ 2 ] |
| Andrzej Grabski       | (już 1531?) 1532 – 1555                 | [ 2 ] |
| Jan Grabski           | 1555 – 1555 (jeszcze 1556?)             | [ 2 ] |
| Stanisław Siewierski  | 1556 – 1557 (jeszcze 1558?)             | [ 2 ] |
| Mikołaj               | 1558 – 1560 (jeszcze 1561?)             | [ 2 ] |
| Grzegorz Zakrzewski   | (już 1560?) 1561 – 1562 (jeszcze 1563?) | [ 2 ] |
| Sylwester Kretkowski  | 1563 – 1563 (jeszcze 1570?)             | [ 2 ] |
| Grzegorz Kretkowski   | 1568 – 1576                             | [ 2 ] |
| Łukasz Grabski        | 1576 – 1592 (jeszcze 1593?)             | [ 2 ] |
| Zygmunt Grudziński    | 1593 – 1601                             | [ 2 ] |
| Jan Sierakowski       | 1602 – 1609 (jeszcze 1610?)             | [ 2 ] |
| Wojciech Krzykowski   | (już 1608?) 1613 – 1609 (jeszcze 1613?) | [ 2 ] |
| Łukasz Sierakowski    | 1613 – 1620                             | [ 2 ] |
| Stanisław Rysiński    | 1620 – 1637                             | [ 2 ] |
| Andrzej Rysiński      | 1637 – 1637 (jeszcze 1641?)             | [ 2 ] |
| Jan Rysiński          | 1641 – 1651 (jeszcze 1653?)             | [ 2 ] |
| Samuel Szczawiński    | 1653 – 1693                             | [ 2 ] |
| Jan Czapski           | 1693 – 1698                             | [ 2 ] |
| Piotr Czapski         | 1698 – 1701 (do 1710?)                  | [ 2 ] |
| Kazimierz Wolski      | 1710 – 1712 (jeszcze 1713?)             | [ 2 ] |
| Michał Zakrzewski     | 1713 – 1716                             | [ 2 ] |
| Władysław Łącki       | 1717 – 1726 (jeszcze 1727?)             | [ 2 ] |
| Adam Koss             | 1727 – 1728                             | [ 2 ] |
| Jan Głębocki          | 1728 – 1754                             | [ 2 ] |
| Józef Głębocki        | 1754 – 1775 (jeszcze 1779?)             | [ 2 ] |
| Józef Brzeziński      | 1779 – 1782 (jeszcze 1783?)             | [ 2 ] |
| Piotr Sumiński        | 1783 – 1783                             | [ 2 ] |
| Kazimierz Rybiński    | 1783 – 1784 (jeszcze 1788?)             | [ 2 ] |
| Kazimierz Bogatko     | 1783 – 1793                             | [ 2 ] |